# Per Erling Olsen
Per Erling Olsen (ur. 30 marca 1958 w Oslo) – norweski lekkoatleta specjalizujący się w rzucie oszczepem.
Dziewiąty zawodnik igrzysk olimpijskich w Los Angeles (1984) – uzyskał wówczas wynik 78,98. W 1982 roku zajął 10. lokatę w mistrzostw Europy w Atenach. Rok później, w Helsinkach, podczas mistrzostw świata był piąty – rzucił 83,54. Mistrz Norwegii w latach 1980–1984. Rekord życiowy: 90,30 (28 czerwca 1983, Oslo)